# Izabella (chanson)
Pistes de First Rays of the New Rising Sun
Freedom Night Bird Flying
Izabella est une chanson de Jimi Hendrix parue pour la première fois en face B du single Stepping Stone le 13 avril 1971 avec le Band of Gypsys, puis dans une version retravaillée avec l'Experience sur les albums posthumes War Heroes (1972) et First Rays of the New Rising Sun (1997).

## Genèse et enregistrement
La création d'Izabella remonte à l'automne 1968, au moment où elle est enregistrée pour la première fois aux studios T.T.G. à Los Angeles avec son groupe de l'époque The Jimi Hendrix Experience. La chanson est interprétée par Hendrix au festival de Woodstock en août 1969 avec le Gypsy Sun & Rainbow, avec qui il enregistre une version studio les 28 et 29 août 1969 au Hit Factory. Après la séparation, au début du mois suivant, du groupe qui n'arrivait pas à s'accorder musicalement, Jimi termine l'enregistrement de la chanson aux studios Record Plant le 23 septembre 1969 en ajoutant le chant et de nouvelles parties de guitares. Cette version apparaît dans le coffret The Jimi Hendrix Experience Box Set en 2000.
Par la suite, Izabella est travaillée pendant les sessions du Band of Gypsys (avec Billy Cox à la basse et Buddy Miles à la batterie) de septembre 1969 à janvier 1970, après avoir été interprétée lors des concerts du nouvel an 1970 au Fillmore East. C'est finalement le 17 janvier 1970 que la chanson sera enregistrée par le Band of Gypsys pour la sortie en face B du single Stepping Stone le 13 avril 1970. Insatisfait, Jimi fait retirer le single de la vente et reprend la chanson au studio Electric Lady en juin lors des sessions de l'album, avec le retour de Mitch Mitchell à la batterie, accompagné d'un nouveau chœur avec les Guetto Fighters (composé des frères Allen). Cette version sera mixée le 31 janvier 1971.

## Analyse
La chanson met en scène un soldat au front qui pense à la femme qu'il aime, prénommée Izabella. Dans cette chanson, Jimi Hendrix veut rendre hommage aux soldats au front durant la guerre du Viêt Nam avec un appel à l'espoir d'un jour nouveau.
Mitch Mitchell reste fidèle à lui-même, sa dynamique étant renforcée par le groove de la basse de Billy Cox. Quant à Jimi Hendrix, outre le fait qu'il assure ses parties de chants et de guitares rythmiques comme il faut, son excellent solo de guitare rock dès le second couplet a un son très sale et saturé, avec cette intensité et ce feeling à chaque fois surprenants et uniques. Les chœurs des frères Allen assurent derrière la six cordes de Jimi.

## Parutions
Répétitions
- 28 août 1969 au Hit Factory : People, Hell and Angels (2013)
- 23 septembre 1969 au Record Plant Studios : The Jimi Hendrix Experience Box Set (2000)
- 7 novembre 1969 au Record Plant Studios : Burning Desire (2006)

En public
- 18 août 1969 au festival de Woodstock : Live at Woodstock (1999) et Woodstock 2 (1972)
- 31 décembre 1969 au Fillmore East : Machine Gun: Le Fillmore East First Show (2016) et Songs for Groovy Children: The Fillmore East Concerts (2019)